# 友沢亮
友沢亮（ともざわ りょう）は実況パワフルプロ野球 サクセスモードに登場する架空の野球選手。右投両打。
担当声優は斉藤壮馬（ゲーム『パワプロ2022』）。

## 特徴
天才的な野球センスを持つ、走攻守三拍子そろった遊撃手。スイッチヒッターで二塁手守備をもこなす。元は投手だったが帝王実業高校時代に利き腕の肘を故障、遊撃手にコンバートした（そのため、遊撃手転向後もスライダーなどの変化球も投げることができる「13」）。投手としては140km/h後半の速球とキレのあるスライダーが武器であった。猪狩守の4学年後輩。初登場は「10」。
「10」では主人公の後輩として登場し、「11」～「13」は猪狩守に変わる主人公のライバルになっており、野球アカデミーでも主人公を挑発している（「12」）。ちなみに「13」では、ドラフト会議で指名されない演出もあった。
弟や妹がおり、家が貧しいため、何種類ものバイトを掛け持ちしている。トレードマークのサングラスは高校時代、自身のライバルである神高龍から再戦の誓いとして預けられたもの（「13」）。投手として目標であったのか、猪狩守には何かと突っかかっている。世界高校野球大会では猪狩守に打撃指導されることに反感を抱いている（「13決定版」）。
後輩の久遠ヒカルに投手生命を断たれた理由を話さぬまま内野手に転向したため、投手対決の約束を守らずに逃げたと誤解される。大学生時代、友沢（帝王大学）が大学4年生のとき、久遠（栄光学院大学）率いる栄光学院大学が大学野球リーグに参戦し、最後の決勝後に友沢が久遠に理由を話し、誤解とわだかまりが解けた。「13決定版」では、一定の条件をクリアすると、主人公(パワプロ君)が久遠に真実を話し、3年目の甲子園決勝戦の前に友沢とのわだかまりが解ける設定になっている。「2013」でもこのわだかまりの設定が残っており、互いに言葉を交わすコンボイベントがある。
「14」では主人公より年上になり、バルカンズに移籍してくると主人公の良き先輩で憧れの立ち位置になっている。また猪狩進より使いこなせば広角に打てるバットを渡され、パワーが向上した。条件によって主人公が所属するバルカンズに移籍してくるが、移籍の理由は友沢が猪狩守との真剣勝負を要望するもののチームメイトということもあってか相手にしてもらえず、お互い敵同士になるため移籍を決意。更にその想いの強さを感じ取った猪狩守が球団側に問い合わせ、トレード要員になったためである。友沢をトレードするルートでは最終的に初監督で不覚を取ったとは言え猪狩に勝利し、球界の4番として認められる。長い間猪狩守のライジング系を間近で見ていたため、ライジング系の投げ方を知っているため、猪狩守の代わりに主人公に教えてくれることもある。
「2011」ではリトルリーグの野手で登場。主人公より年下になるが、大人らしい雰囲気を持っている。父親が蒸発したことで苦労をし、野球に関する悩みを打ち明けるが、主人公の言葉で励まされる。
「2013」では激闘第一高校編で、監督の肝いりで激闘第一高校に転校してくる。前の高校ではキャプテンを任されていたものの肘の怪我から練習に出してもらえず激闘第一高校の監督の勧めから転校を決断する。転校後は、一時はキャプテンをしていた事や走攻守に置いて天才的才能を主人公・監督・チームメイトに見せつけ主人公のライバルになる。しかし日本高野連の参加者資格規定により秋季大会に出場出来ず、主人公のエラーにより敗退、キャプテンの称号を剥奪された主人公が河川敷で居残り練習をしている姿に触発され徐々に主人公を認め始める。その後チームメイトである蛇島の策略により過度練習の疲労から肘を痛め再び選手生命の危機に陥るが、間一髪発見が早かったため大事には至らず主人公と共に肘に負担の掛かる練習を避けることで完全復活を果たした。
投球フォームはスリークォーター。打撃フォームはスタンダード（松井稼頭央と同じ）。

## 人物
- リトルリーグ時代は低学年だったこともあって泣き虫だった。（負けると悔しさのあまり泣いてしまう。）（「パワポタ3」）
- おごりやタダという言葉に弱く、誘いを断っていたとしてもその言葉を聞くと態度を変え誘いにのる。
- クールを気取っているがミーハーな面をもち、ホーミング娘のファンである。
- 母の看病（「11」）翔太・朋恵たち兄弟（「12」）の面倒見たりと苦労している面もあり、そこが彼の原動力となっている。「14」のインタビューでは、休日は家族と過ごすようにしていると語っていた。ちなみに父はスポーツ用品の下請けの会社を経営している（「14」、「パワポタ3」「パワプロ2010」）。
- 合気道の有段者である（「12」）。
- 「12」でチームメイトになるみずきとはよく言い争いをするが、口で突っかかってくること以外は認めているようである。

## 経歴
「10」「13」では帝王実業高校から即プロ入り。「11」では帝王大学に進学、「12」では更に神童の野球アカデミーに入学、と回り道をすることもある。いずれにせよ、最終的にはドラフト一位で猪狩カイザースに入団。(2013では西武から指名を受ける。)レ・リーグ発足3年目に首位打者と打点王のタイトルを獲得。「14」では条件を満たすと津々家バルカンズにトレード移籍する。
「2013」では高校2年の秋に激闘第一高校に転校してくる。
「2022」では指名された球団が猪狩カイザースから埼玉西武ライオンズに変更された。
「2024-2025」のプロ野球12球団では北海道日本ハムファイターズに所属している。

## 友情タッグ練習
- 打撃練習（野手）
- 肩練習（野手）
- 投球練習（投手）
- 変化球練習（投手）

## 登場作品
- 実況パワフルプロ野球10
- 実況パワフルプロ野球11
- 実況パワフルプロ野球12
- 実況パワフルプロ野球13
- 実況パワフルプロ野球14
- 実況パワフルプロ野球ポータブル3
- 実況パワフルプロ野球2011
- 実況パワフルプロ野球2013
- 実況パワフルプロ野球2014
- 実況パワフルプロ野球2016
- 実況パワフルプロ野球サクセススペシャル
- 実況パワフルプロ野球2018
- eBASEBALLパワフルプロ野球2022